# المحوي (السبرة)

تعديل مصدري - تعديل

المحوي محلة تابعة لقرية الشقات، التابعة لعزلة بلادالشعيبي العليا بمديرية السبرة إحدى مديريات محافظة إب في الجمهورية اليمنية.، بلغ تعداد سكانها 193 حسب تعداد اليمن لعام 2004.